# 베이비 붐 (영화)
《베이비 붐》(영어: Baby Boom)은 미국에서 제작된 찰스 샤이어 감독의 1987년 로맨틱 코미디 드라마 영화이다. 낸시 마이어스가 각본을 쓰고 제작에 참여하였으며, 다이앤 키턴 등이 출연하였다.

## 줄거리
맨해튼의 유능한 경영 컨설턴트 J.C.는 상사 프리츠로부터 파트너를 제안 받는다. 또한 CEO 휴스는 J.C.가 자신의 주력 회사 더 푸드 체인의 회계 담당이 되길 원한다. 
그러나 J.C.는 어느 날 갑자기 먼 친척으로부터 고아가 된 14개월 엘리자베스를 유증 받는다. 육아에 동참할 생각이 없는 투자은행가 남자친구 스티븐은 J.C.와 헤어진다.
일과 양육을 병행하는 일은 결코 쉽지 않고, 결국 회사는 후배 켄을 대신 회계 담당으로 뽑고 J.C.에겐 중요도가 낮은 고객들을 새로 할당하며 승진을 유보한다. 모멸감을 느낀 J.C.는 회사를 그만둔다.
버몬트주 농가로 내려간 J.C.는 집수리로 애를 먹고 파산 지경에 이른다. J.C.는 어떻게든 다시 뉴욕으로 돌아가고자 한다. 그러나 마침 엘리자베스를 먹이려고 만들었던 영유아식 사과 소스가 큰 반향을 일으켜 전국 각지에서 주문이 쇄도한다.
더 푸드 체인은 J.C.의 회사 컨트리 베이비를 매입하기 위해 수백만 달러, 맨해튼 아파트, 고연봉 등을 제시한다. 그러나 J.C.는 제안을 거절하고 버몬트에서 엘리자베스, 새 남자친구인 지역 수의사 제프와 함께 사는 삶도 중시하면서 CEO로서 본인 회사를 직접 일구기로 한다.

## 출연
- 다이앤 키턴 - J.C. 와이엇 역
- 샘 셰퍼드 - 제프 쿠퍼 수의사 역
- 해럴드 레이미스 - 스티븐 버크너, 남자친구 역
- 샘 워너메이커 - 프리츠 커티스, 상사 역
- 제임스 스페이더 - 켄 애런버그 역
- 팻 힝글 - 휴스 래러비, CEO 역
- 크리스티나 케네디 / 미셸 케네디 - 엘리자베스 역
- 제인 엘리엇
- 브릿 리치
- 크리스 노스
- 메리 그로스
- 빅토리아 잭슨
- 벤저민 디스킨

## 기타 제작진
- 배역: 팸 딕슨
- 미술: 제프리 하워드
- 의상: 수전 베커